# L'inafferrabile 12
L'inafferrabile 12 è un film del 1950 diretto da Mario Mattoli.
La pellicola comica ha per protagonista Walter Chiari che interpreta una coppia di gemelli.

## Trama
Due fratelli gemelli ormai adulti e mai incontratisi (a causa del fatto che il padre, arrivato a 13 figli, per scaramanzia, rinchiuse uno degli ultimi due nati in un orfanotrofio), l'uno portiere titolare della Juventus e l'altro impiegato in un banco del Lotto, finalmente si incontrano dando vita a numerosi equivoci, tipici della situazione (l'imbranato dei due sostituirà persino il fratello in una partita della Juventus).

## Produzione
Dietro la sigla I.C.S. (Industrie Cinematografiche Sociali), si cela la famiglia Agnelli, per la prima volta produttrice di un film.